# 高樂康
高樂康（François-Xavier Legrand, CICM，1903年—1984年），比利時籍聖母聖心會神父，中華民國大陸時期來華傳教士。

## 生平
高樂康曾是天主教中華全國教務協進委員會委員，任文化事業組主任，主編該會英文機關報《中國傳教士》(China Missionary)。
1951年9月6日，高樂康神父和其他協進會成員莫克勤、陳哲敏、沈士賢、侯之正、趙玉明5人同日在上海被捕。10月8日，上海市軍官會宣佈取締聖母軍。1954年5月1日從監獄釋放，驅逐出境，5月2日抵達香港。
- 包括在共產黨監獄中的32個月，高樂康神父，在中國服務了四分之一世紀之久。
- 從香港去了台灣，短暫停留了一段時間，看有沒有在當地傳教的機會。
- 翌年，在意大利創辦了國際期刊 Christ to the World: International review of documentations and apostolic experiences 至今（高神父的訃告刊於該期刊1984年）。

## 著作
- 中共治下的崇禮縣 （页面存档备份，存于） (中華民國三十六年北平《太平洋》綜合月刊第一年第三期)
- Apostolat intellectuel en Chine: quelques suggestions pour l'apres-guerre (éditions de l'Aucam, Louvain, 1947)
- François-Xavier Legrand: The Intellectual Apostolate in China, Hong Kong: The Catholic Truth Society, 1949 (見 Bibliography of Christianity in China（英语：Bibliography of Christianity in China）)
- 中共在農村 香港公教真理學會, 1947